# بوب جونسون (سياسي أمريكي)
بوب جونسون (بالإنجليزية: Bob Johnson)‏ هو شخصية أعمال وسياسي أمريكي، ولد في 1 أغسطس 1953 في جاكسونفيل في الولايات المتحدة. نشط حزبياً في الحزب الجمهوري. وقد انتخب عضو مجلس نواب أركنساس ‏.